# Hopkins County, Texas
Hopkins County är ett administrativt område i delstaten Texas, USA, med 35 161 invånare (2010). Den administrativa huvudorten (county seat) är Sulphur Springs. 

## Geografi
Enligt United States Census Bureau så har countyt en total area på 2 054 km². 2 025 km² av den arean är land och 28 km² är vatten. 

### Angränsande countyn
- Delta County - norr
- Franklin County - öster
- Wood County - söder
- Rains County - sydväst
- Hunt County - väster